# Nœud de chaise triple
Le nœud de chaise triple est un nœud de boucle qui comporte trois boucles.
En fait c'est un nœud de chaise, mais réalisé avec une corde qu'on a prise en double (ganse). La boucle normale du nœud de chaise est donc doublée, et troisième boucle est constituée du courant (qui est, dans ce cas, le bout de la ganse qui a été formée au début).

## Utilisation
Ce nœud peut être utilisé pour constituer un baudrier, par exemple pour soulever des personnes blessées, en utilisant les 3 boucles pour accrocher le torse et les deux jambes.
Il permet également de répartir un poids sur 3 points d'attache.